# Gongronema thomsonii
Gongronema thomsonii là một loài thực vật có hoa trong họ La bố ma. Loài này được (Hook.f.) K.M.Matthew mô tả khoa học đầu tiên năm 1979.